# Canzoni, canzoni, canzoni
Canzoni, canzoni, canzoni è un film del 1953 diretto da Domenico Paolella con Alberto Sordi, Nino Manfredi e Franco interlenghi.